# Bataille d'Ayohuma
Guerres d'indépendance en Amérique du Sud
Batailles
- Suipacha
- Las Piedras
- Huaqui
- Tucumán
- Cerrito
- Salta
- Campagne Admirable
- Ayohuma
- Buceo
- La Puerta (1814)
- Rancagua
- Sipe-Sipe
- Carthagène
- Chacabuco
- La Puerta (1818)
- Maipú
- Vargas
- Boyacá
- Valdivia
- Carabobo
- Yaguachi
- Pichincha
- Lac Maracaibo
- Junín
- Ayacucho

La bataille d'Ayohuma (tête de mort en quechua) eut lieu le 14 novembre 1813, en Bolivie, au cours des guerres d'indépendance en Amérique du Sud. Les forces républicaines de l'armée du nord, dirigées par le général Manuel Belgrano, y furent défaites par les royalistes commandés par Joaquín de la Pezuela.

## Situation
À la suite des victoires de Belgrano à Tucumán et Salta, le gouvernement de Buenos Aires a ordonné qu'une nouvelle campagne d'invasion du Haut-Pérou soit menée et Belgrano, bien que souffrant de la malaria, a été chargé de l'organiser. Cependant, l'armée du nord, constituée en partie de nouvelles recrues inexpérimentées, a été battue à Vilcapugio (en) le 1er octobre 1813, et Belgrano a établi ses quartiers à Santiago de Macha, dans la province de Chayanta, où il réorganise ses troupes. À la fin du mois d'octobre, l'armée du nord compte 3 400 hommes, dont à peine 1 000 sont des vétérans.
De leur côté, les troupes royalistes de Pezuela sont à court de vivres et de chevaux. Elles se sont établies sur les hauteurs de Condo-Condo, où, entourées de populations hostiles et se remettant de leur coûteuse victoire à Vilcapugio, elles ne sont pas vraiment en état de reprendre l'offensive. Néanmoins, les royalistes quittent leur campement le 29 octobre pour attaquer les patriotes avant que ceux-ci ne reçoivent des renforts. Le 12 novembre, au milieu d'une tempête de neige, ils arrivent à Toquirí, une colline dominant la plaine d'Ayohuma, à environ 16 km de Santiago de Macha.
Le 8 novembre, Belgrano a eu une discussion avec ses officiers et, bien que la majorité d'entre eux souhaitent éviter une nouvelle bataille, il réussit à les convaincre de livrer bataille. L'armée du nord quitte Santiago de Macha durant la nuit et atteint Ayohuma le matin suivant.

## La bataille
Alors que la cavalerie des républicains est deux fois plus nombreuse que celle des royalistes, Pezuela a en revanche deux fois plus de fantassins et de pièces d'artillerie. À l'aube du 14 novembre, les royalistes descendent de leurs positions élevées et se déploient dans la plaine. En fin de matinée, ils ont opéré leur manœuvre et ont flanqué leurs adversaires en s'emparant d'une colline sur leur droite. L'artillerie de Pezuela ouvre alors le feu, créant des brèches dans les rangs républicains pendant une demi-heure et réduisant au silence les canons de l'armée du nord. Pris sous le feu ennemi, Belgrano donne l'ordre à ses troupes d'avancer sur le flanc droit adverse mais elles ne peuvent déloger les royalistes de leurs retranchements. L'armée du nord doit battre en retraite en laissant environ un millier d'hommes sur le champ de bataille, ainsi que toute son artillerie. Les survivants font route vers Potosí, couverts par leur cavalerie, et évacuent cette ville le 19 novembre à l'approche des royalistes. Belgrano se retire alors sur San Miguel de Tucumán où, le 30 janvier 1814, il abandonne le commandement de l'armée du nord au général José de San Martín.

## Source
- Bartolomé Mitre, Historia de Belgrano, Imprenta de Mayo, Buenos Aires, 1859

- (en) Cet article est partiellement ou en totalité issu de l’article de Wikipédia en anglais intitulé « Battle of Ayohuma » (voir la liste des auteurs).